# Univerzita Feira de Santana
Univerzita Feira de Santana (zkratka UEFS) je jednou z nejvýznamnějších vysokých škol v Brazílii. Sídlí v brazilském státě Bahia. Na univerzitě studuje přibližně 7 121 studentů.

## Fotogalerie

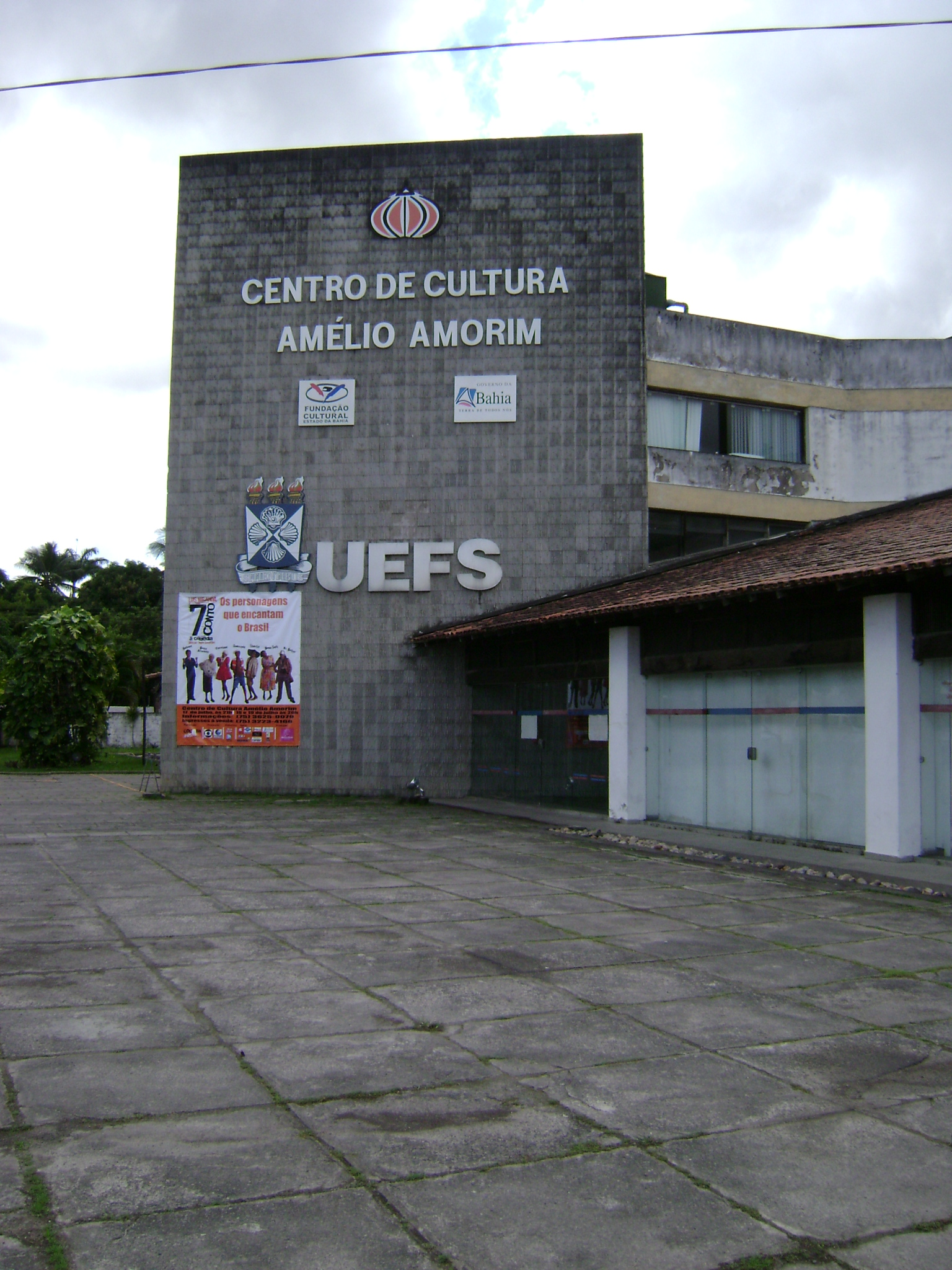
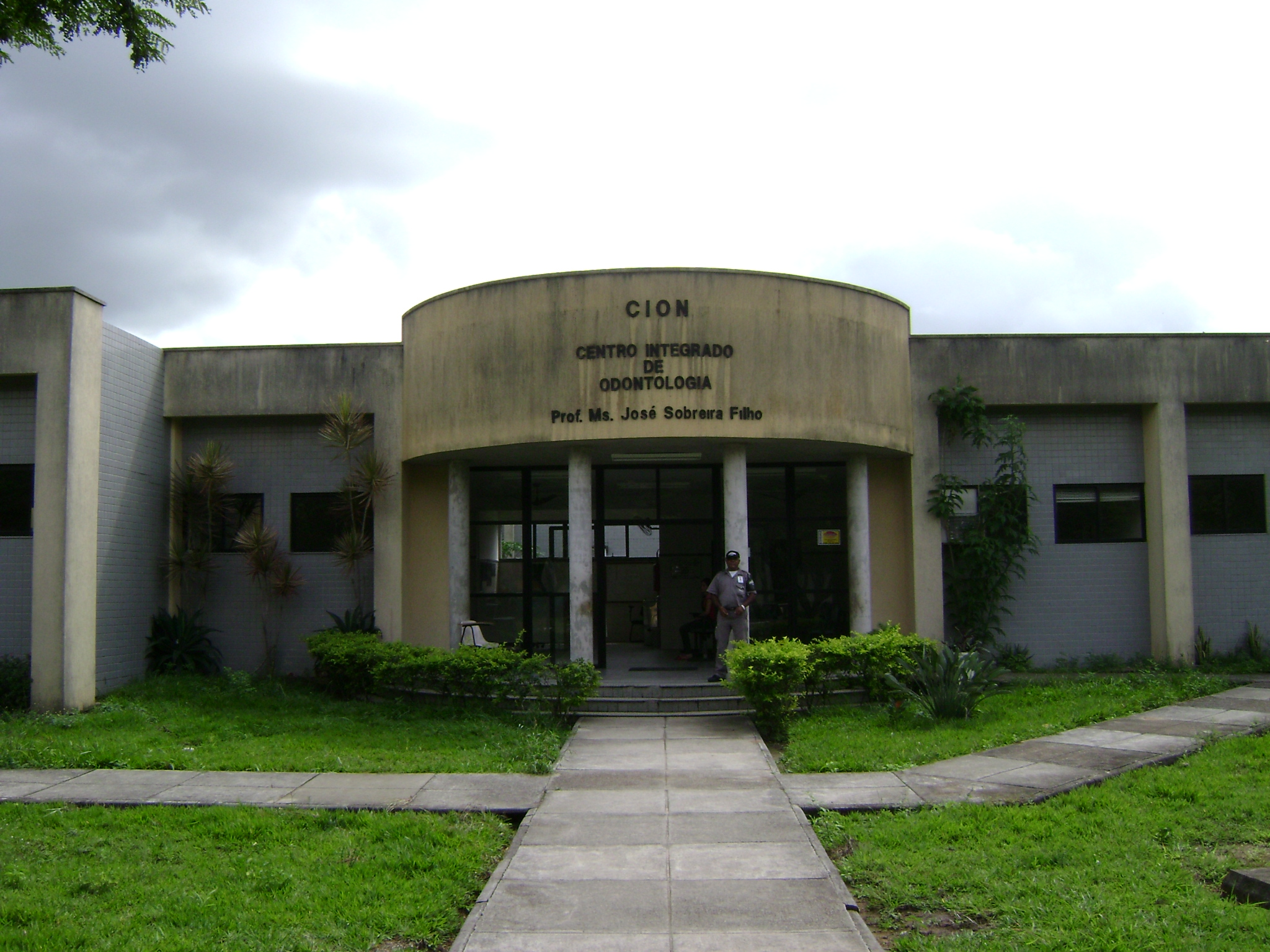
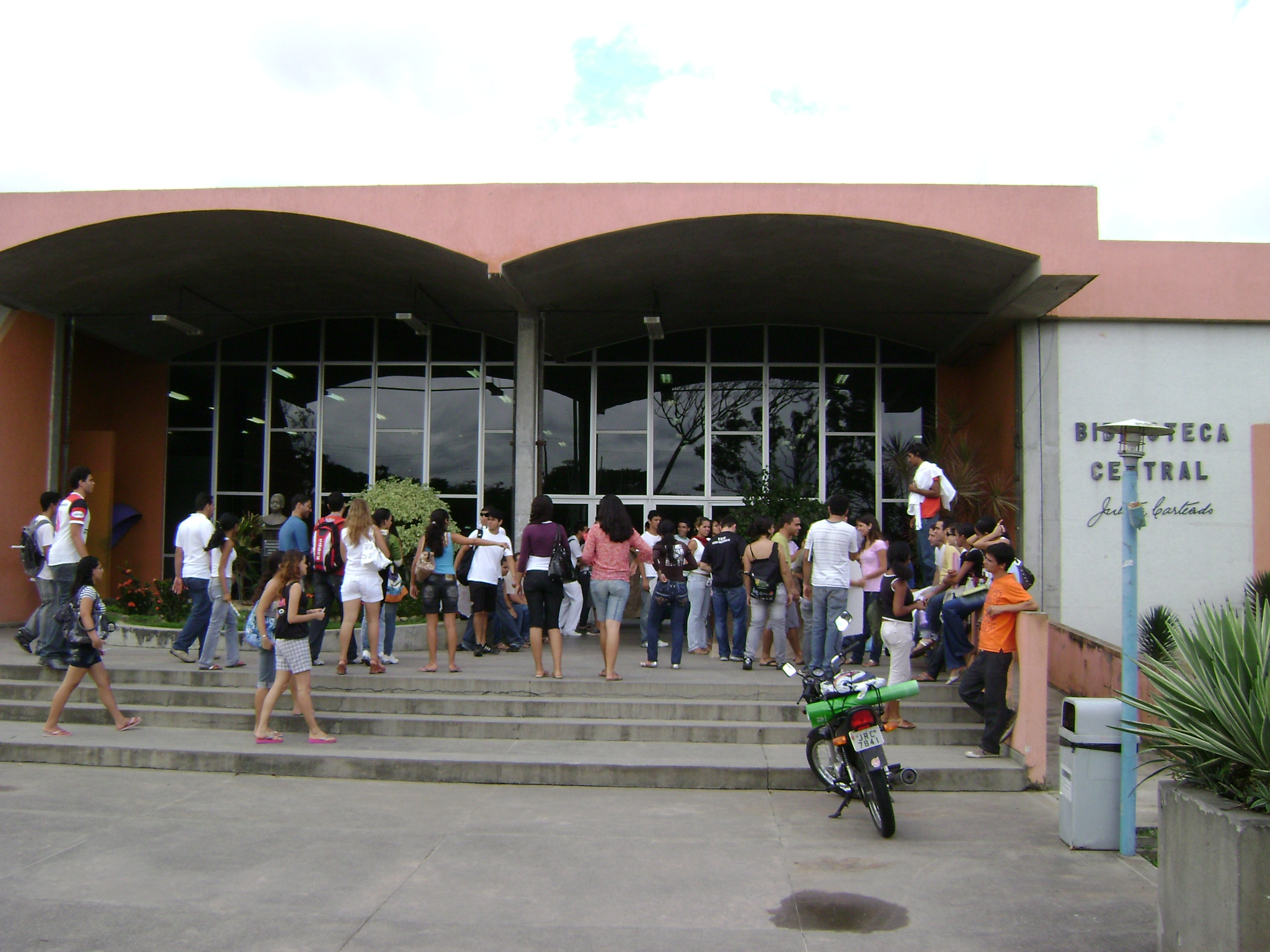